# کاتلین دویل
کاتلین دویل (انگلیسی: Kathleen Doyle؛ زادهٔ ۱۱ ژوئن ۱۹۹۸) بازیکن بسکتبال اهل ایالات متحده آمریکا است.
وی در مسابقات کشوری و بین‌المللی در مجموع برندهٔ ۱ مدال نقره شده‌است.